# Шойгу, Лариса Кужугетовна
Лари́са Кужуге́товна Шойгу́ (21 января 1953, Чадан, Тувинская автономная область, СССР — 10 июня 2021, Москва) — российский политик. Депутат Государственной думы V, VI и VII созывов (2007—2021), заместитель председателя комитета Госдумы по регламенту и организации работы Государственной думы с 2 декабря 2007 года по 10 июня 2021 года. Член Генерального совета партии «Единая Россия». Заслуженный врач Российской Федерации.

## Биография

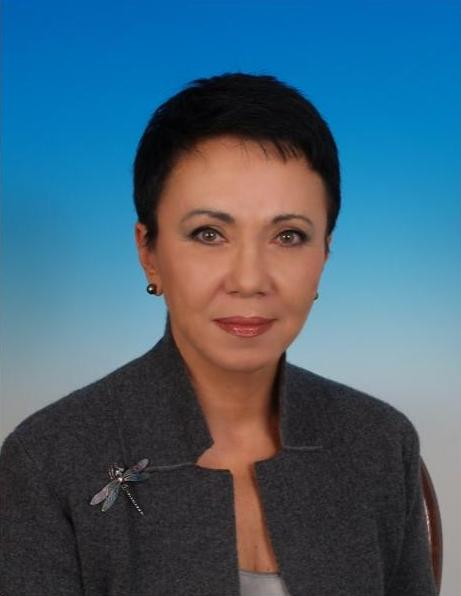
Лариса Шойгу в 2012 году

Родилась 21 января 1953 года в Чадане. Окончила кызылскую школу № 1 в 1970 году. Старшая сестра Сергея Шойгу.
Окончила Томский медицинский институт в 1977 году.
Работала врачом-психиатром в Туве. С 1976 по 1998 годы работала в Тувинской республиканской психиатрической больнице. Прошла путь от простого врача до заместителя главного врача по лечебной работе.
С 1998 года — первый заместитель министра здравоохранения Республики Тува.
Была судебным психиатром, председателем судебно-психиатрической комиссии. Занималась китайской медициной. Имеет звание «Заслуженный врач России»
В конце 1998 года переехала в Москву.
В 1999 году устроилась в центральную поликлинику МЧС России в Москве, на должность врача-рефлексотерапевта.
В 2000—2007 годах — заместитель начальника по страховой медицине центральной поликлиники МЧС России в Москве. Член партии «Единая Россия» с 2005 года.
Незадолго до парламентских выборов Лариса поменяла фамилию мужа — Фламенбаум, на свою девичью.
2 декабря 2007 года избрана депутатом Государственной думы Федерального собрания Российской Федерации V созыва в составе федерального списка кандидатов, выдвинутого Всероссийской политической партией «Единая Россия». Являлась членом фракции «Единая Россия», членом комитета Государственной думы по охране здоровья.
4 декабря 2011 года избрана депутатом Государственной думы VI созыва в составе федерального списка «Единой России», является заместителем председателя думского комитета по Регламенту и организации работы Государственной думы.
На парламентских выборах 2016 года была включена в региональный партийный список Единой России по Красноярскому краю и республике Тува и была избрана в Государственную думу VII созыва по федеральному списку «Единой России».
13 апреля 2018 года стала одним из инициаторов законопроекта № 441399-7 «О мерах воздействия (противодействия) на недружественные действия Соединённых Штатов Америки и (или) иных иностранных государств», в пункте 15 второй статьи которого предлагается ввести запрет или ограничение ввоза на территорию РФ лекарств, произведённых в США или других иностранных государствах. Законопроект подвергся критике со стороны ряда общественных организаций, комитета Совета Федерации по социальной политике и комитета Госдумы по международным делам.
В мае 2021 года победила в предварительном голосовании «Единой России» по отбору кандидатов на выборы в Госдуму от Тувы по партийному списку.
Умерла 10 июня 2021 года в Москве от инсульта, вызванного коронавирусной инфекцией. Похоронена 12 июня на Троекуровском кладбище.
В связи с кончиной депутата 11 июня объявлено днём траура в Республике Тыва.

## Законотворческая деятельность
С 2007 по 2021 год, в течение исполнения полномочий депутата Государственной Думы V, VI и VII созывов, выступила соавтором 17 законодательных инициатив и поправок к проектам федеральных законов.

## Семья
- Отец — Кужугет Серэевич Шойгу (24 сентября 1921 — 1 декабря 2010), первый заместитель председателя Совета Министров Тувинской АССР[14].
- Мать — Александра Яковлевна Шойгу (урожд. Кудрявцева; 1924—2011). В 1970-х годах работала начальником планового отдела Министерства сельского хозяйства республики. Неоднократно избиралась депутатом Тувинского областного Совета народных депутатов. В 1979 году вышла на пенсию[14].
- Единокровная сестра — Светлана (тувинское имя Санчат), дочь отца от первого брака, работала телефонисткой в посёлке Туран. У неё трое детей: Любовь Кыргысовна — директор Тарлагской школы, Алевтина Хулер-ооловна — глава администрации села Тарлаг, Валерий Кызыл-оолович — глава администрации села Аржаан[14].
- Младший брат — Сергей Кужугетович Шойгу (род. 21 мая 1955), министр обороны Российской Федерации[14].
- Младшая сестра — Ирина Кужугетовна Захарова (урожд. Шойгу; род. 1960), врач-психиатр, после окончания Томского медицинского института вышла замуж, жила в Саяногорске, Абакане. С середины 1990-х годов проживает в Москве. Замужем[14].
- Муж — Константин Якубович Фламенбаум (1948—2017), хирург[14].
  - Сын — Александр Константинович Фламенбаум (род. 1975), юрист, гендиректор финансово-инвестиционной компании. Женат, сын и дочь[14].
    - Внук — Никита Александрович Фламенбаум (род. 1999).
    - Внучка — Мария Александровна Фламенбаум (род. 25 сентября 2008).

## Награды
- Заслуженный врач Российской Федерации,
- Орден Дружбы,
- Почётный знак Государственной думы «За заслуги в развитии парламентаризма»,
- Почётная грамота Государственной думы,
- Нагрудный знак МЧС России «За заслуги».